# Cantón de Bar-le-Duc-Norte
El cantón de Bar-le-Duc-Norte era una división administrativa francesa, que estaba situada en el departamento de Mosa y la región de Lorena.

## Composición
El cantón estaba formado por dos comunas, más una fracción de la comuna que le daba su nombre:
- Bar-le-Duc (fracción)
- Fains-Véel
- Longeville-en-Barrois

## Supresión del cantón de Bar-le-Duc-Norte
En aplicación del Decreto nº 2014-166 de 17 de febrero de 2014, el cantón de Bar-le-Duc-Norte fue suprimido el 22 de marzo de 2015 y sus 3 comunas pasaron a formar parte; una del nuevo cantón de Bar-le-Duc-1, una del nuevo cantón de Bar-le-Duc-2 y la fracción de la comuna que le daba su nombre se unió con la otra fracción para que, por medio de una reestructuración cantonal, fueran creados los nuevos cantones de Bar-le-Duc-1 y Bar-le-Duc-2